# Cyprian i Justyna
Cyprian i Justyna (zm. w 304 r. w Nikomedii) – święci katoliccy i prawosławni.

## Nawrócenie świętej Justyny
Justyna urodziła się w Antiochii Pizydyjskiej. Jej ojciec Edysseusz był kapłanem pogańskim. Jako młoda dziewczyna Justyna usłyszała nauki diakona Parailiusza. Zafascynowania nimi zaczęła zakradać się do kościoła, aby słuchać Słowa Bożego. Swoim przykładem pociągnęła matkę, Kledonię, a potem ojca. Edyseusz chętnie słuchał słów córki o nicości bogów uczynionych przez człowieka. Pewnej nocy miał widzenie anielskie, po którym udał się wraz z żoną i córką do biskupa i poprosił dla wszystkich o chrzest. Ze względu na swą gorliwość wkrótce został kapłanem. Półtora roku później zmarł.

## Kuszenie świętej Justyny
Żył w Antiochii młodzieniec imieniem Aglaides, syn bogatych rodziców, student. Żył w dostatku i pośród wszelkich rozrywek. Ujrzawszy kiedyś Justynę, postanowił ją zdobyć. Gdy nie udało mu się jej uwieść pięknymi słowami i bogatymi upominkami, zaproponował dziewczynie małżeństwo, ale Justyna odmówiła mu. Próbował wówczas ją porwać. Na krzyk dziewczyny zbiegli się jednak sąsiedzi i musiał ratować się ucieczką.
Wobec niepowodzeń swoich dotychczasowych zabiegów, udał się Aglaides do sławnego w Antiochii maga Cypriana i obiecał mu pokaźną ilość złota za przywiedzenie do skutku jego pragnień. Cyprian przyzwał nieczystego ducha, który chętnie się podjął skłonić dziewczynę ku Aglaidesowi. Cyprian nakazał młodzieńcowi skropić dom Justyny specjalną miksturą. Wieczorem podczas wieczornej modlitwy Justyna poczuła wielki niepokój, wzburzenie i silne pożądanie cielesne zwrócone ku Aglaidesowi. Zawstydzona uciekła się do jeszcze intensywniejszej modlitwy i do znaku krzyża świętego. Diabeł uciekł od niej zwyciężony. Cyprianowi wyznał tylko, że ujrzał na dziewczynie znak, którego nie mógł przemóc.
Przywołał wtedy Cyprian gorszego ducha, ale i ten nic nie wskórał. Wezwał więc księcia złych duchów. Ten przybrał postać młodej dziewczyny, udał się do Justyny i oświadczył, że chce wraz z nią naśladować ideał czystości. Jął też wypytywać jaka jest nagroda za tak wielki trud, a dalej czy taki sposób życia nie stoi w sprzeczności z poleceniem Boga, aby się ludzie rozmnażali; skąd by się bowiem brali ludzie, gdyby wszyscy żyli w czystości; czy to nie wielka radość patrzeć na swoje dzieci. Justyna zdawszy sobie sprawę z kim ma do czynienia nie wdawała się w dalsze z nim rozmowy, ale uciekła się, jak poprzednio, do modlitwy i znaku krzyża. Książę złych duchów uciekł jak niepyszny, a przymuszony wyznał Cyprianowi, że diabły nie mogą patrzeć na znak krzyża.

## Nawrócenie Cypriana i męczeństwo obojga

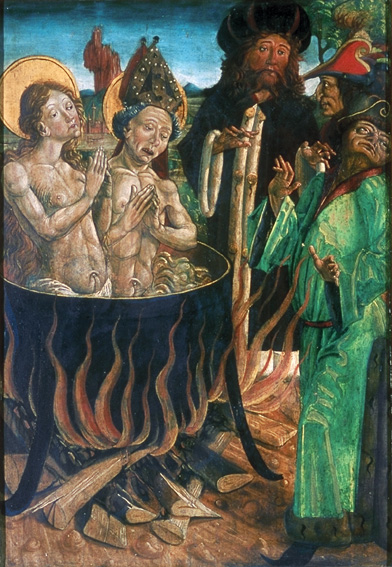
Cyprian i Justyna w kotle z wrzącą wodą.

Poruszony mocą Ukrzyżowanego Cyprian postanowił odmienić swe życie. Wziął swe księgi czarnoksięskie i udał się  do biskupa, by go ochrzcił. Ten wzdragał się początkowo, obawiając się podstępu. Ale gdy mu Cyprian wszystko wyznał i poprosił o spalenie czarnoksięskich ksiąg, ustąpił mu. Po wysłuchaniu nauk Cyprian został ochrzczony, a po roku, dzięki swej gorliwości, wyświęcony na kapłana. Po śmierci dotychczasowego biskupa został biskupem Antiochii. Wyświęcił wówczas Justynę na diakonisę i zlecił jej opiekę nad innymi pannami, które zdecydowały się żyć w czystości. Swoimi kazaniami i pismami wielu przyprowadził do wiary chrześcijańskiej.
Niechętni Cyprianowi poganie oskarżyli go przed urzędnikiem cesarskim Ewtolmiuszem. Cyprian i Justyna zostali wtrąceni do więzienia, a następnie postawieni przed sądem w Damaszku. Cyprian śmiało wyznał swoją wiarę. Skazano oboje na męki, ale nie wyparli się wiary. Nakazał wówczas Ewtolmiusz wrzucić ich do kotła wrzącej wody. Ta tortura nie wyrządziła im jednak żadnej szkody. Widząc to kapłan pogański Atanazy, sam postanowił wejść w ogień rozpalony pod kotłem i natychmiast spłonął. Ewtolmiusz odesłał uwięzionych do cesarza Klaudiusza do Nikomedii. Tam oboje zostali ścięci. Patrząc na ich śmierć niejaki Teognitus wyznał wiarę i natychmiast również został ścięty. Ciała męczenników przez sześć dni leżały nie pogrzebane. Dopiero przebywający tam rzymianie zabrali je potajemnie i wywieźli do Rzymu, gdzie oddali je świętej Rufinie. Ta pogrzebała ciała i od tego czasu zaczęły udzielać wiernym swych łask.

## Przekaz
Historię Cypriana i Justyny zna już Grzegorz z Nazjanzu, który w 379 roku wygłosił mowę ku czci świętego Cypriana z Kartaginy, włączając w nią opowieść o studiach Cypriana w zakresie sztuk magicznych i jego nawróceniu dzięki świętej Justynie, łącząc obydwie postaci świętych. Około 440 roku mowę Grzegorza przerobiła na poemat wierszem Eudoksja, żona cesarza Teodozjusza II. Do upowszechnienia opowieści przyczynił się Focjusz (IX w.) i Metafrast (X w.). Opowieść była poddawana rozmaitym przeróbkom w średniowieczu. Literackie zwieńczenie znalazła najpierw w Czarnoksiężniku Calderóna, a następnie w Fauście Goethego.
Cyprian wraz z Justyną znajdują się w martyrologium rzymskim pod datą 26 września, a w synaksariach wschodnich pod dniem 2 i 4 października.